# Петър Дограмаджиев
Петър Христов Дограмаджиев е български архитект и политик, народен представител в XXV обикновено народно събрание.

## Биография
Роден е на 23 юни 1891 година във Враца. Завършва архитектура във Виена. Създава във Враца архитектурно-инженерно бюро „Никола Новоселски – Петър Дограмаджиев“. Осъществява редица проекти в района.
Участва в Първата световна война като поручик, младши офицер във 2-ра експлоатационна рота. За бойни отличия и заслуги във войната е награден с ордени „За заслуга“ и „За военна заслуга“, V степен.
Избран е за депутат в Двадесет и петото обикновено народно събрание. След Деветосептемврийския преврат е съден от Втори състав на т.нар. „Народен съд“. Присъдата му е доживотен строг тъмничен затвор.